# Amplicincia lathyi
Amplicincia lathyi là một loài bướm đêm thuộc phân họ Arctiinae, họ Erebidae.